# La fornaia di Monceau
La fornaia di Monceau è un cortometraggio del 1962, scritto e diretto da Éric Rohmer.
È il primo capitolo del ciclo dei Sei racconti morali (Six contes moraux), una serie di opere del regista francese composta da un cortometraggio, un mediometraggio e quattro lungometraggi.

## Trama
Lungo il tragitto che quotidianamente lo conduce, insieme all'amico Schmidt, alla mensa universitaria, il narratore, studente in legge a Parigi, incrocia spesso la bella Sylvie, da cui è attratto. Superata l'iniziale timidezza, riesce ad ottenere da lei la promessa di un prossimo incontro. Ma, dal giorno successivo, Sylvie scompare. Convinto che la giovane abiti nei dintorni, il narratore si lancia alla sua ricerca nel dedalo di viuzze, intorno alla zona del mercato locale. Diviene così abituale cliente di una panetteria. Instaura un rapporto di familiarità con la commessa Jacqueline, che decide di sedurre, giustificando la scelta con la volontà di punire la sfrontatezza della giovane.
Ma, mentre sta attendendola, in occasione della loro prima uscita, ricompare Sylvie, ancora claudicante, per una distorsione alla caviglia che la aveva costretta a casa. Sylvie abita di fronte alla panetteria ed è stata spettatrice del suo andirivieni, illudendosi di esserne il motivo. Lo studente si allontana con lei, nel segreto timore che Jacqueline li stia osservando. Sei mesi dopo i due si sposano. Quando ricapitano insieme nella panetteria, la fornaia di Monceau non c'è più.

## Produzione
Prodotto con un bilancio irrisorio da una società, Les Films du Losange, costituita dallo stesso Éric Rohmer e da Barbet Schroeder, che nel cortometraggio interpreta il ruolo del narratore-protagonista ed è doppiato, in francese, da Bertrand Tavernier.

## Luoghi
Il film è girato quasi tutto in esterni, senza set, in una Parigi registrata nella sua realtà quotidiana. I fatti si svolgono nel quartiere di Parc Monceau, al carrefour Villiers e nella panetteria all'angolo di rue Lebouteux, dove lavora come commessa la giovane fornaia. Lo stesso Rohmer descrive accuratamente i luoghi all'inizio del racconto omonimo da lui scritto, contenuto nella raccolta Sei racconti morali:
(Éric Rohmer, La mia notte con Maud: sei racconti morali, p. 4.)

## Critica
A dispetto della sua brevità, il primo dei Sei racconti morali contiene molti degli elementi che caratterizzano l'intero ciclo. Il filo del racconto è condotto dalla voce narrante di un protagonista maschile, secondo un tipico schema letterario.
La iniziale scelta definitiva per una donna da parte del narratore, prodotto di un'operazione razionale e virtuosa, si trova a fare i conti con le insidie della passione e con la provocazione esercitata da altre donne e altri corpi. Sono queste donne a dare il titolo ai primi cinque film della serie.
La seduzione ha una forte componente feticistica. Da Il ginocchio di Claire, alle mani ripetutamente riprese in primo piano de La fornaia di Monceau, sono le singole parti del corpo femminile a scatenare le pulsioni inconsce della passione. In tutto il ciclo l'uomo, verboso, presuntuoso, risulta inadeguato ad affrontare la pienezza dell'universo femminile.
La dialettica tra ragione e passione trova un costante corrispettivo nell'ambientazione del racconto. Qui agli spaziosi viali alberati in cui avviene l'incontro con Sylvie e la scelta razionale per lei, si contrappone il groviglio di vicoli in cui si sviluppa la storia con la commessa.

## Tecnica cinematografica
La macchina da presa con cui è girato il cortometraggio di 23 minuti "...era una semplice 16mm a molla, la cui carica poteva durare diciassette secondi utili. Per questo Rohmer ebbe come preoccupazione quella di occultare l'eccessiva frammentazione del montaggio con un lavoro sulla "continuity" che desse l'impressione di una certa fluidità. Assi e campi sono principalmente informati all'esigenza di questo occultamento. E lo stesso frequente ricorso ai primi piani nasce dalla ricerca della miglior definizione dell'immagine, altrimenti inadeguata sui piani più larghi, anche nello standard professionale del 16mm."

## Home Video
Il film è stato distribuito in Italia da Dolmen Home Video, in un DVD che comprende anche Nadja à Paris, Charlotte et son steak e La carriera di Suzanne.